# Zakrzew-Kolonia (województwo mazowieckie)
Zakrzew-Kolonia – wieś w Polsce, położona w województwie mazowieckim, w powiecie radomskim, w gminie Zakrzew. Ma status sołectwa.
| SIMC    | Nazwa | Rodzaj    |
| ------- | ----- | --------- |
| 0642572 | Ławki | część wsi |

W latach 1975–1998 wieś należała administracyjnie do województwa radomskiego.
Wierni Kościoła rzymskokatolickiego należą do parafii św. Jana Chrzciciela w Zakrzewie.